# David III de Tao
David III Curopalata (en georgiano: დავით III კუროპალატი, romanizado: Davit III K’urop’alat’i) o David III el Grande (en georgiano: დავით III დიდი, romanizado: Davit III Didi), también conocido como David II (c. 930 - 1000 o 1001), fue un príncipe georgiano de la familia Bagrationi de Tao, una región histórica en la frontera entre Georgia y Armenia, desde 966 hasta su asesinato en 1000. Curopalata era un título cortesano bizantino que le fue otorgado en 978 y nuevamente en 990.
David es más conocido por su ayuda crucial a la dinastía macedónica bizantina en la guerra civil de 976-979 y su único papel en la unificación política de los diversos sistemas políticos de georgianos así como su patrocinio por la cultura y el aprendizaje cristiano. Entre 987 y 989, David se unió a su amigo Bardas Focas en una revuelta contra el emperador bizantino Basilio II, pero fue derrotado y accedió a ceder sus tierras al imperio a su muerte. Sin embargo, fue capaz de asegurar para su heredero, Bagrat III, la oportunidad de convertirse en el primer gobernante de un reino georgiano unificado.

## Historia

Reino georgiano de Tao-Klarjeti.

David era el hijo más joven de Adarnase V, un representante de la Segunda Casa de Tao, una rama de la línea Kartli de la dinastía georgiana Bagrationi que dominó sobre Tao (una provincia en la histórica frontera entre Georgia y Armenia conocida por los armenios como Tayk; ahora parte de Turquía) desde la extinción de la línea original Tao en los años 940.

### Alianza con el Imperio bizantino
Sucedió a su hermano, Bagrat II, como duque de Tao en 966, y a través de su política expansionista y diplomacia flexible comenzó la organización de un gran Estado. Con el fin de realizar sus planes, David tuvo que asegurar su independencia del Imperio bizantino, que alcanzaría su mayor apogeo bajo el emperador Basilio II (976-1025).
Los vecinos orientales de los bizantinos –los fragmentados principados armenios y georgianos– rara vez amenazaban el imperio directamente, pero eran de particular interés para Constantinopla, ya que controlaban las rutas comerciales internacionales estratégicas que corrían a través de sus dominios. Los bizantinos ya habían anexado los principados armenios de Taron (966) y Manzikert (968) y representaban un peligro potencial para los diversos principados georgianos de los Bagrationis, como Tao-Klarjeti. Sin embargo, la integridad del imperio en sí estaba bajo una grave amenaza después de que una rebelión a gran escala, dirigida por Bardas Esclero, estalló en 976. A raíz de una serie de batallas exitosas los rebeldes asolaron Asia Menor y amenazaron la propia Constantinopla. Ante la urgencia de la situación, el joven emperador Basilio pidió la ayuda de David de Tao, que rápidamente respondió y envió 12 000 soldados de caballería de élite bajo el mando de Juan Tornicio para reforzar las recientemente derrotadas tropas del general bizantino Bardas Focas, contribuyendo así a la decisiva victoria en la batalla de Pankalia, cerca de Cesarea el 24 de marzo de 979.
La recompensa de David fue el dominio de los territorios imperiales claves en el este de Asia Menor, conocido por las fuentes georgianas contemporáneas como las «Tierras Altas de Grecia» (en georgiano: ზემონი ქუეყანანი საბერძნეთისანი), que consistía principalmente en las tierras armenias noroccidentales: la ciudad de Teodosiópolis o Karin (en georgiano: Karnu-Kalaki, actual Erzurum, Turquía), Fasiane (en georgiano: Basiani, armenio: Basean), Hark (actual provincia de Muş), Apahunik, Mardali (Mardaghi), Khaldoyarich y Chormayri. En esa ocasión, se le concedió el título cortesano de curopalata. Basilio II también recompensó el valor de comandante de David, Tornicio, mediante la financiación de un monasterio ortodoxo georgiano en el Monte Athos. Aunque poblada principalmente con monjes griegos, es conocida hasta hoy como Iviron, «de los íberos (es decir georgianos)».
Estas adquisiciones formidables hicieron a David el gobernante más influyente en el Cáucaso, lo que le permitió intervenir como árbitro entre las disputas dinásticas en Georgia y Armenia. Los autores georgianas medievales le llaman «el más grande de todos los reyes de Tao» y el cronista armenio del siglo xi Aristakes Lastivertsi lo describe como:

Un hombre poderoso, un constructor del mundo, muy honorable, un amante de los pobres, de hecho, la definición de paz. Porque en su día era como dice la profecía: todo el mundo descansaba bajo su vid e higuera.

Teniendo el control de los centros comerciales de gran importancia, su principado se benefició de los impuestos de las principales rutas comerciales que recorrían el suroeste del Cáucaso y Anatolia oriental. David invirtió estos ingresos en extensos proyectos de construcción: la construcción de ciudades, fortalezas e iglesias, y la promoción de las comunidades monásticas georgianas y actividades culturales tanto en Georgia como en el extranjero.

### Tema de la sucesión
Al no tener hijos propios, David adoptó a su pariente, el joven príncipe Bagrat, heredero al trono Bagrationi de Kartli (Iberia). Hizo esto a petición del enérgico noble georgiano Iovane Marushis-dze. A través de su línea de sangre Bagrat estaba destinado a sentarse sobre dos tronos. Por otra parte, a través de su madre Gurandukht, la hermana del estéril rey de Abjasia, Teodosio III, Bagrat era un heredero potencial al reino de Abjasia.
Haciendo un plan para la creación de un estado totalmente georgiano, David ocupó Kartli para su hijo adoptivo en 976 y rechazó a las tropas del reino georgiano oriental de Kajetia, que había ocupado recientemente el sector occidental de Kartli con su ciudad de Uplistsikhe. Dos años después, en 978, David y Marushis-dze aseguraron la corona de Abjasia para Bagrat desplazando a Teodosio III.
La buena suerte de David cambió en 987 cuando, ansioso de hacer sus extensas posesiones un dominio Bagrationi hereditario, se unió a su viejo amigo Bardas Focas en una rebelión contra el emperador Basilio. Una vez que los rebeldes fueron derrotados por las fuerzas bizantino-rusas en 989, Basilio envió una gran contingente bajo Juan Caldo para castigar a los georgianos, y David tuvo que someterse. Reconciliado con el emperador, se le concedió nuevamente alrededor de 990 el título de curopalata a cambio de su promesa de que a su muerte las tierras incluidas con anterioridad bajo su soberanía serían devueltas al Imperio bizantino.
Otro problema surgió alrededor del mismo año, cuando Bagrat de Abjasia planeó una expedición punitiva contra el duque Rati de Kldekari en la Baja Kartli. Persuadido de que su hijo adoptivo pretendía atacar Tao y matarlo, David aplastó al ejército dirigido por el padre natural de Bagrat, Gurgen, en su marcha a Kldekari.

### Últimos años y muerte

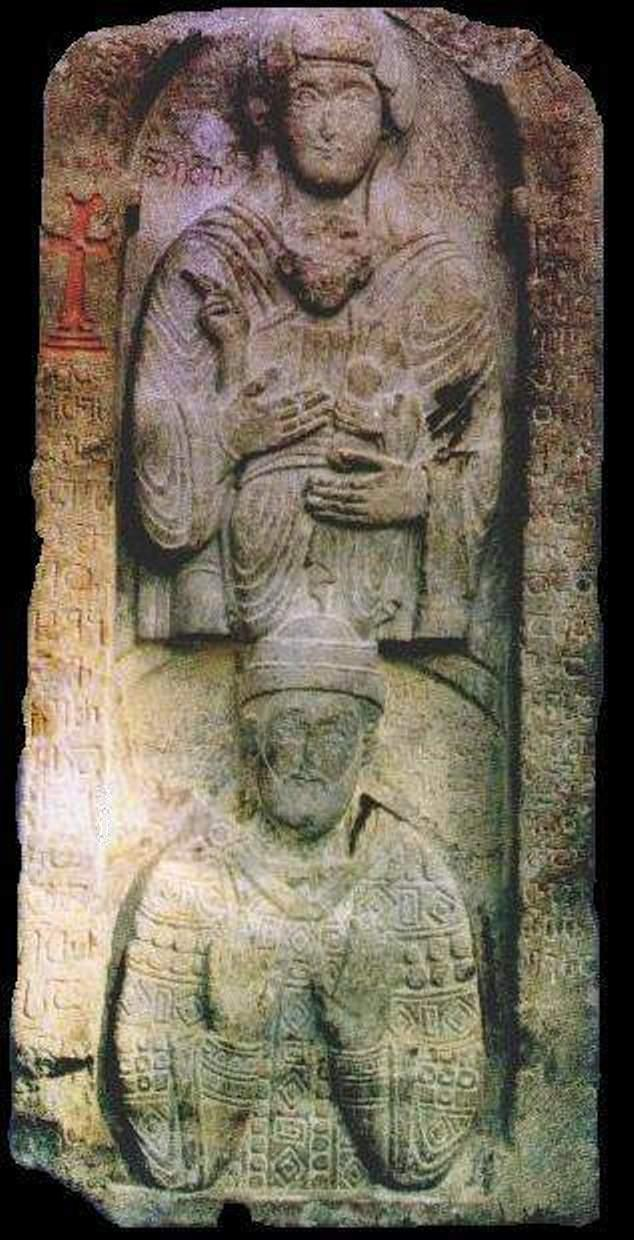
Descripción de David en un bajo relieve del monasterio de Oshki.

Después de la reconciliación con el emperador y sus parientes, David dirigió una serie de ataques exitosos contra los emiratos musulmanes del lago Van y Azerbaiyán. Bagrat II de Iberia (abuelo de Bagrat, adoptado por David), y Gagik I de Armenia se aliaron con David, que reconquistó Manzikert del emir marwánida de Diyar Bakr alrededor de 993 y asaltó Akhlat, otro bastión importante de esta dinastía kurda, en el año 997. Mamlan, el emir Rawadid de Azerbaiyán, fue también dos veces derrotado, la segunda vez de forma decisiva, en 998, cerca Archesh.
David fue asesinado por sus nobles a principios de 1000. Según Aristakes:

Tenían veneno mezclado en la comunión del jueves Santo, y le habían dado [Dawit'] para beber, haciendo que el venerable hombre se ahogara hasta morir. [Esto fue] porque se habían cansado de él, y estaban interesados en las promesas hechas [ellos] antes por el emperador.

Aunque las Crónicas georgianas sostienen que David murió en 1001, varios relatos armenios y musulmanes sugieren que pudo haber muerto en 1000. Aristakes da la fecha de la muerte de David el 28 de marzo de 1000, que está estrechamente corroborado por otro cronista armenio, Asoghik, que dice que David murió en el día de Pascua del año 449 del calendario armenio, es decir, el 31 de marzo de 1000. Sin embargo, otro armenio, Samuel Anetsi, también pone la fecha a partir de 1000.